# Aleurotrachelus obscurus
Aleurotrachelus obscurus là một loài côn trùng cánh nửa trong họ Aleyrodidae, phân họ Aleyrodinae.
Aleurotrachelus obscurus được Bink-Moenen miêu tả khoa học đầu tiên năm 1983.